# 齊姆良斯克
47°38′46″N 42°06′07″E / 47.6461°N 42.1019°E
齊姆良斯克，是俄羅斯羅斯托夫州的一個城市，位於該國東部、頓河上的齊姆良斯克水庫傍。2021年人口14,731人。
1672年由頓河哥薩克建立，時稱。1950年前稱。1950至52年間因興建水電廠而遷址。1961年建市。
1. ↑  .   [2024-08-06]. （原始内容存档于2022-09-01）.